# Un horoscop cu bucluc
Un horoscop cu bucluc (titlul original: în cehă Jáchyme, hod ho do stroje!) este un film de comedie cehoslovac, realizat în 1974 de regizorul Oldřich Lipský, protagoniști fiind actorii Luděk Sobota, Marta Vančurová, Věra Ferbasová și Zdeněk Svěrák.

## Distribuție
- Luděk Sobota – František Koudelka, mecanic auto
- Marta Vančurová – Blanka, vânzătoare
- Věra Ferbasová – tanti Marie Sýkorová
- Josef Dvořák – mecanicul auto Béda Hudeček
- Ladislav Smoljak – șeful autoservisului Karfík
- Zdeněk Svěrák – Klásek, psiholog în afaceri
- Karel Novák – Karel
- Václav Lohniský – profesorul psihiatru Chocholoušek
- Eva Fiedlerová – doamna Nevyjelová
- František Husák – psihiatrul Arnošt Holna, asistentul lui Chocholoušek
- Josef Hlinomaz – psihiatrul Arnošt Malota, asistentul lui Chocholoušek
- Miroslav Homola – crainicul
- Lubomír Lipský – Prouza, portarul la autoservice
- Petr Nárožný – concurentul automobilist Stanislav Volejník
- Eva Svobodová – mama lui František
- Josef Beyvl – portarul sălii de sport
- Václav Kotva – curățitorul Karlík Šimák
- Oldřich Velen – Toník Trousil, reprezentantul firmei Katoda Olomouc
- Vladimír Krška – directorul centrului de calcul
- Oldřich Unger – președintele centrului expozițional
- Jaroslav Weigel – inițiatorul expoziției pictorului japonez
- Miloň Čepelka – translatorul
- Jan Hartl – Šofr, noul angajat la autoservice
- Jiří Wimmer – mecanicul Růžička
- Jan Vala – mecaanicul Maňas
- Tetsuchi Sassagawa – pictorul japonez Uko Ješita